# SpiralFrog
 (mai 2011).
SpiralFrog était un magasin de musique en ligne, fondé par Joe Mohen. Il a été lancé le 17 septembre 2007 aux États-Unis et au Canada.

## Description
Au contraire d'autres services légaux, SpiralFrog permet de télécharger de la musique gratuitement, le service est financé par la publicité et reverse une partie de ses revenus aux maisons de disques.
Lors de son lancement le service dispose d'un catalogue de 770 000 titres et 3 500 clips vidéo. Les contenus sont au format Windows Media et protégés par un système de DRM. Ils sont uniquement transférables sur un baladeur numérique supportant cette technologie de gestion numérique des droits, ce qui exclut l'iPod d'Apple et le Zune de Microsoft, et ne peuvent être gravés sur disque optique. Une bannière publicitaire s'affiche durant 90 secondes avant que le client puisse commencer son téléchargement. Il doit ensuite se connecter au service une fois par mois pour continuer d'écouter les morceaux.

## Histoire
En 2006 et 2007, SpiralFrog a signé des accords avec Vivendi Universal, EMI Publishing, l'organisation de collecte des droits d'auteur BMI, ainsi qu'avec The Orchard et l'IODA, qui représentent une partie des labels indépendants,. La plate-forme devait être inaugurée avant la fin de l'année. Fin 2006, le CEO Robin Kent est licencié, ce qui entraîne la démission d'autres dirigeants, dont l'ancien président de la RIAA et de l'IFPI, Jay Berman, qui siégeait au conseil d'administration de SpiralFrog. Robin Kent a par la suite rejoint Qtrax, il est remplacé par Mel Schrieberg,.
Une phase de bêta privée démarre en avril 2007 au Canada et en août aux États-Unis,, SpiralFrog est finalement ouvert au public en septembre 2007,. Le service n'a pas atteint le seuil de rentabilité, les pertes enregistrées par SpiralFrog s'élèvent à 6,7 millions de dollar en 2006, et 4,1 millions pour le premier semestre 2007,.
Le 19 mars 2009, le site ferme.